# 劉大鞏
劉大鞏（？年—？年），號吾鼎，江西建昌府广昌县人。明末政治人物。

## 生平
天啓七年（1627年）丁卯科江西乡试第四十六名舉人，崇祯七年（1634年）甲戌科进士，礼部观政，八年授滁州知州，十二年丁憂歸，十五年補升禮部主客司员外郎，曾守城击退李自成闯军。后历官礼部主客司员外郎、精膳司郎中，十七年三月京师陷落，投降李自成，授大理寺卿，五月弘光南京即位，立顺逆案，名列第四等。